# عنکبوت جوکر
عنکبوت جوکر (نام علمی: Loureedia phoenixi) گونه‌ای از عنکبوت‌های مخملی بومی انحصاری ایران است. این گونه به دلیل الگوی رنگی خاص خود، که شباهتی به ظاهر شخصیت خیالی جوکر دارد، به افتخار واکین فینیکس، بازیگر نقش این شخصیت در فیلم جوکر (۲۰۱۹)، نام‌گذاری شده است. عنکبوت جوکر نخستین گونه از سرده Loureedia است که خارج از منطقهٔ مدیترانه شناسایی شده و بیش از ۱۵۰۰ کیلومتر از سایر گونه‌های این سرده فاصله دارد.